# UFC Fight Night: Moraes vs. Sandhagen
UFC Fight Night: Moraes vs. Sandhagen (también conocido como UFC Fight Night 179, UFC on ESPN+ 37 y UFC Fight Island 5) fue un evento de artes marciales mixtas producido por Ultimate Fighting Championship que tuvo lugar el 11 de octubre de 2020 en el du Fórum de la isla de Yas, en Abu Dhabi, Emiratos Árabes Unidos.

## Antecedentes
Sin la presencia de aficionados, la promoción no tuvo que preocuparse por el horario local del evento, por lo que el plan fue proceder con el horario normal de las horas de máxima audiencia en la costa este de Norteamérica. El cartel principal estaba programado para comenzar a las 4:00 a. m. (11 de octubre) hora local en Abu Dhabi, con un cartel preliminar completo que comenzaría aproximadamente a la 1:00 a. m. hora del Golfo.
El combate de Peso Gallo entre el ex Campeón de Peso Gallo de la WSOF y aspirante al Campeonato de Peso Gallo de la UFC, Marlon Moraes, y Cory Sandhagen, fue el plato fuerte del evento.
Un combate de Peso Pluma entre Edson Barboza y Jeremy Stephens fue brevemente vinculado al evento. Sin embargo, Stephens declinó la pelea después de indicar que no sentía que la fecha le permitiera el tiempo adecuado para prepararse y llegar con seguridad al peso requerido. Barboza estaba programado para enfrentarse a Sodiq Yusuff en su lugar. A su vez, Yusuff se retiró del combate el 21 de septiembre por razones no reveladas. Fue sustituido por Makwan Amirkhani.
Se esperaba que el combate de Peso Mosca entre el recién llegado a la promoción Tagir Ulanbekov y Bruno Gustavo da Silva tuviera lugar cuatro semanas antes en UFC Fight Night: Waterson vs. Hill. Sin embargo, debido a las restricciones de viaje relacionadas con la pandemia de COVID-19, el emparejamiento se reprogramó y tuvo lugar en este evento.
Se esperaba que Rodolfo Vieira se enfrentara a Markus Pérez en un combate de Peso Medio en el evento. Sin embargo, Vieira se retiró el 21 de septiembre por una lesión sufrida durante un entrenamiento. Fue sustituido por el ex Campeón de Peso Wélter de la KSW, Dricus du Plessis.
Se esperaba un combate de Peso Medio entre Abu Azaitar y Joaquín Buckley. Sin embargo, Azaitar se retiró el 26 de septiembre por razones no reveladas y fue sustituido por Impa Kasanganay.
Un combate de Peso Medio entre Tom Breese y KB Bhullar estaba brevemente programado para tener lugar en UFC on ESPN: Holm vs. Aldana una semana antes, antes de ser trasladado a este evento.
Estaba previsto un combate de Peso Pluma entre Seung Woo Choi y Youssef Zalal. Sin embargo, el 2 de octubre se anunció que Choi se retiraba del combate. Fue sustituido por la recién llegada a la promoción Ilia Topuria.
Se esperaba un combate de Peso Pesado entre Sergey Spivak y Tom Aspinall. Sin embargo, Spivak se retiró del combate a principios de octubre por razones no reveladas y fue sustituido por el recién llegado a la promoción Alan Baudot.
También estaba previsto un combate de Peso Gallo Femenino entre Tracy Cortez y Bea Malecki. Debido a razones no reveladas, el 2 de octubre se anunció que la recién llegada a la promoción Stephanie Egger sustituiría a Malecki.
El ganador de The Ultimate Fighter: Latin America, Alejandro Pérez se enfrentaría a Thomas Almeida en un combate de peso gallo en el evento. Sin embargo, el 2 de octubre se anunció que Pérez se había visto obligado a abandonar el combate después de dar positivo por COVID-19. Fue sustituido por Jonathan Martínez y el combate se trasladó a UFC Fight Night: Ortega vs. The Korean Zombie una semana después, donde tuvo lugar en el Peso Pluma.

## Premios de bonificación
Los siguientes luchadores recibieron bonificaciones de $50000 dólares.
- Pelea de la Noche: No se concedió ninguna bonificación.
- Actuación de la Noche: Cory Sandhagen, Tom Breese, Chris Daukaus y Joaquin Buckley